# 人間椅子 (バンド)
人間椅子（にんげんいす、英: Ningen Isu）は、日本のスリーピースロックバンド。所属レーベルは徳間ジャパンコミュニケーションズ。
1987年、青森県弘前市出身の和嶋慎治と鈴木研一によって結成された。ブラック・サバスを彷彿とさせる70年代風ブリティッシュ・ハードロックのサウンドに、日本語・津軽弁での歌唱、怪奇をテーマとした世界観の歌詞を乗せた、独特の音楽性を特徴とする。

## 来歴
オリジナルメンバーでありフロントマンである和嶋慎治（ギター）と、鈴木研一（ベース）を中心に来歴を列挙する。

### 中学時代（1970年代後半）
1978年、和嶋は弘前市立第三中学、鈴木は弘前市立第四中学校に入学。
両者とも中学校時代から地元のロック鑑賞会を通して親交があった。まだバンド結成にこそ至っていなかったが、鈴木が持ち寄っていたKISSのレコードを和嶋が視聴したり、皆で楽器のセッションをするなど、すでに音楽的な交流の萌芽を見せていた。当時、和嶋はビートルズ、キング・クリムゾン、ディープ・パープル、レッド・ツェッペリン、鈴木はKISS、サクソン、ジューダス・プリーストなどがコピーの中心だった。

### 高校時代（1980年代前半）
1981年、両者がともに青森県立弘前高等学校へ入学、そこから音楽仲間として徐々に交流が深まってゆく。すでに和嶋が宅録で作曲をしていたことを受け、鈴木は『デーモン』という曲を作る。これが『りんごの泪』の原型となった。
1982年（高校2年生）、和嶋は自室にてUFOと遭遇したことにより、精神状態が変容する。この超常現象による音楽性への影響も大きく、作曲の傾向も恋愛や青春から、厭世的で終末思想的なものに一変したという。終末をテーマとした『鉄格子黙示録』を作曲し、音楽仲間に聴かせたところ皆は気味悪がったが、鈴木だけは「今までの曲の中で一番好きだ」と評した。いわば、人間椅子の世界観のひとつが確立された時期でもあり、後にこの曲は人間椅子としての楽曲となっている。
1983年（高校3年生）、音楽仲間によって結成されたバンドに和嶋がギター、鈴木がベース担当として在籍する。文化祭にて、和嶋らが作詞作曲したハードロック調のオリジナル曲を披露したことが、人間椅子としての音楽活動の黎明となった。なおこの時のバンドは、両者にとっては不本意ながらも佐野元春のコピーがメインにもかかわらず、名前が「死ね死ね団」だった。
1984年（高校卒業後）、両者とも浪人生となったが頻繁に文通でやりとりをしていた。当時、鈴木はブラック・サバスに心酔しており、是非とも和嶋にも好きになって貰いたく、「ブラックサバス ベストセレクションVol.1」と銘打ったカセットを手紙と共に送る。そして和嶋が見事にサバスを気に入ったことで、鈴木の思惑は功を奏した。和嶋いわく、サバスの重苦しいサウンドが、浪人中の悶々とした気分にぴったりとハマったのだとか。両者は文通を継続しながらも、大学に合格すればバンドを組むことを約束し合う。

### 大学時代（1980年代後半）
1985年、和嶋は駒澤大学仏教学部、鈴木は上智大学外国語学部ロシア語学科へと入学。両者の交流は活発になり、共に死ね死ね団の残党としてバンド活動を再開させ、ブリティッシュ・ハードロックを中心としたコピーを行う。
1987年（大学3年生）、オリジナルの作曲も始め、都内のライブハウスを拠点として活動を本格化させた。この時に情報誌「ぴあ」で同名のバンドの存在を知り、すぐさま「人間椅子」に改名する。この時のドラマーは上館徳芳だった。
1988年（大学4年生）、就職活動の時期となり、メンバーの間でもバンドは趣味で続けていくほかないという雰囲気が流れていた。ある日、大学卒業が間近となっても就職先が見つかっていなかった和嶋がレコード店でブルースのレコードを物色していた。すると、就職活動帰りの鈴木と偶然出くわし、彼から「和嶋ァ、わ、やっぱり就職やめで、バンドやるごとにしたじゃあ」と言われ、本格的な音楽活動に誘われたという。鈴木は日立建機モスクワ駐在員として就職が内定していたにもかかわらず、それを蹴った（辞退した）。両者とも、この時の出来事を「運命」と形容している。
1989年、TBS系列で放送されていた深夜番組「三宅裕司のいかすバンド天国」（通称：イカ天）に出演し『陰獣』を演奏。鈴木の奇抜な衣装がゆえんで色物バンドと見られていたが、その見た目とは裏腹に非常に卓越した演奏技術と、圧倒的かつ独特な世界観を見せつけ、辛口の審査員たちからも番組史上数少ない”青ランプ連発”で絶賛され完奏した。

### 1990年代
バンドブームに乗じて日本で数少ない70年代を基調としたハードロックバンドとして認知されたが、ブーム終息後は浮き沈みを経験。ドラマーの入れ替わりやインディーズでの活動を経ながらもバンドを存続。
1990年、メルダックより『人間失格』でメジャー・デビュー。
1992年、3rdアルバム『黄金の夜明け』の発売後、初代ドラマーの上館徳芳が脱退。
1993年、4thアルバム『羅生門』を発売。後藤マスヒロがサポート・メンバーとして参加。
1995年、インディーズのレーベルであるフライハイトに移籍し、5thアルバム『踊る一寸法師』を発表、2代目ドラマーとなる土屋巌が加入。
1996年、人間椅子のファンであり、漫画『無限の住人』の原作者でもある沙村広明の依頼により、同名のイメージ・アルバム『無限の住人』を発売。当作のツアーを前に土屋巌が脱退。 3代目ドラマーとなる後藤マスヒロが正式メンバーとして加入。
1998年7月、再びメルダックと契約しメジャー・レーベルに復帰。

### 2000年代
2003年12月、Shibuya O-WESTでのライブを最後に、後藤マスヒロが脱退。
2004年6月、4代目ドラマーとしてナカジマノブが加入。2007年には、新宿ロフトでの「猟奇大作戦〜赤い夕陽が校舎を染めて、お前の額に釘を打つ」にて、改名のきっかけとなったバンド「死ね死ね団」と初共演。
2009年には活動20周年を記念して『人間椅子傑作選 二十周年記念ベスト盤』をリリース。2011年には通算20枚目のアルバム『此岸礼讃』を発表した。

### 2010年代
ライブの動員の増加、CDのセールス向上などにより、それまでの低迷期から人気再燃の兆しが見えはじめ、ついに2013年にロックフェス「オズフェスト」への出演を契機として「絶頂期」と称されるブレイクを迎えることとなる。
2012年11月21日に発売されたももいろクローバーZの『サラバ、愛しき悲しみたちよ』に収録された『黒い週末』にて、和嶋がギター演奏で参加。ブラック・サバスのオマージュである当作に相応しい、トニー・アイオミを思わせるサウンドが演奏可能なギタリストとして和嶋の名が挙がり、筋肉少女帯の大槻ケンヂの紹介によって依頼がおよんだ。
2013年5月12日、敬愛してやまないブラック・サバスのオジー・オズボーン主催のオズフェスト（Ozzfest）2013に出演。同年8月にはアルバム『萬燈籠』を発表した。
2014年6月、前作から1年と経たずして通算22枚目のアルバム『無頼豊饒』を発表、同タイトルを冠した25周年記念ツアーを敢行した。
2015年5月13日、筋肉少女帯とのコラボシングル『地獄のアロハ』を「筋肉少女帯人間椅子」名義でリリース。
2015年11月22日、2度目のオズフェストに出演。同年9月27日放送のMBS・TBS系テレビドラマ『JKは雪女』の劇伴を担当。初めて映像作品の楽曲を提供する。
2016年8月6日、ROCK IN JAPAN FESTIVAL 2016に初出演。
2017年10月16日付けで、20thアルバム『異次元からの咆哮』がオリコンチャート18位を記録し、バンド史上最高の順位となった。
2018年1月13日スタートの連続ドラマ『三島由紀夫 命売ります』の主題歌を担当。初のドラマ主題歌のオファーということもあり、同名の新曲を書き下ろしたが、これまで文学作品のタイトルを冠した楽曲を制作していた人間椅子にとっては、至って恒例のことといえる。
2019年6月5日に21stアルバム『新青年』をリリース。これに先立ち、同年5月にYouTubeでリード曲「無情のスキャット」のミュージックビデオを公開。同年6月に再生回数100万回、8月に200万回を記録し、特に海外から賞賛のコメントが集まったことが注目された。これが追い風となり、アルバムもオリコンで過去最高の記録となるウィークリー14位を獲得した。

### 2020年代
2020年2月19日 - 2月21日にかけて、初の海外ワンマンツアーを敢行。ドイツのベルリン／ボーフム、イギリスのロンドンの3公演を成功させる。同年7月8日、TVアニメ『無限の住人-IMMORTAL-』第2クール主題歌となる書き下ろし楽曲『無限の住人 武闘編』の配信を開始。同年9月25日、前年12月に行われた中野サンプラザ公演のライブ映像を主としたドキュメンタリー映画『映画 人間椅子 バンド生活三十年』が日本各地の映画館にて公開。
2021年8月4日に22ndアルバム『苦楽』をリリース。
2023年9月6日に23rdアルバム『色即是空』をリリース。

## メンバー
- 和嶋慎治（わじま しんじ、1965年12月25日 - ）ギター、ボーカル
  - 青森県弘前市出身。駒澤大学仏教学部出身。愛称は「ワジー」。メンバーは「和嶋君」と呼ぶ。
  - 自作エフェクターを使用。音源では大正琴やハーモニカ、ライブではテルミンも演奏する。
  - ボーカルでは朴訥かつ実直なスタイルで、長い台詞や落語を語ることも。
  - メンバー中で最も作詞を手がけ、また数多く楽曲やアルバムのタイトルを命名するなど、世界観における支柱を担っている。そのためインタビューの際、鈴木からアルバムや楽曲のコンセプトの解説を譲られるなど、人間椅子の精神的なリーダーともいえる存在。
  - オカルト雑誌『ムー』（ワン・パブリッシング）を愛読している。一時期、菜食主義であったが[26]、体重・筋力の激減により止めた[27]。

- 鈴木研一（すずき けんいち、1966年3月11日 - ）ベース、ボーカル
  - 青森県弘前市出身。上智大学外国語学部ロシア語学科卒業。愛称は「研ちゃん」。中学時代は「スズケン」と呼ばれていた。
  - デビュー時にねずみ男のような衣装を着用していたことが、バンドの異端なヴィジュアルと王道なサウンドのギャップが注目されるきっかけとなった。文字通りに人間椅子の顔とも呼べる存在。
  - ボーカルでは、こぶしを効かせたダミ声で、不気味な笑い声や叫び声、うめき声なども担当している。
  - パチンコ、鉄道、甘いもの、弘前ねぷた祭り、虫が好き。毎年ねぷたの時期には弘前に帰省するため、その時期には基本的に人間椅子の活動は入らない。

- ナカジマノブ（なかじま のぶ、1966年9月20日 - ）第4期ドラムス、ボーカル（2004年 - ）
  - 東京都杉並区出身。東邦大学理学部理学科卒業。本名は中島慶信（なかじま よしのぶ）、愛称は「ノブ」あるいは「ノブさん」「アニキ」「ダムさん」。
  - 高円寺で生まれ育つ。シャイな歴代のドラマーと比較して、もっとも明朗かつ陽気な性格。楽曲の各所で銅鑼を鳴らす。ハンバーグや肉、ダムが好き。
  - オリジナルメンバーではないとはいえ、ライブのブッキングやリハーサルのスケジュール管理を担当しており、人間椅子のマネージャーとも呼べる存在。タイトな練習スケジュールを組むことでも知られるが、加入後は人間椅子のライブ回数増加の担い手となった。
  - ボーカルでは、野太くエネルギッシュで、明朗なロックチューンを担当することが多い。「他の二人にはない」（和嶋談）、「グラハム・ボネットに似ている」（鈴木談）と評される。

### 元メンバー
- 上館徳芳（かみだて のりよし、1962年6月14日 - 没年不明？）第1期ドラムス（1987年 - 1992年）
  - 北海道出身。コージー・パウエルに影響を受けており、重いタイム感と抑制された手数で、鈴木のうねるベースラインと合致したコンビネーションを見せた。
  - バンド在籍中、作詞・作曲には関与せず。
  - 脱退後は音楽業界を引退し、一般の社会人として暮らした。
  - 和嶋によると「コロナ禍より少し前の頃に上館の息子から電話があり『父が病でもう長くない』と言われた」とのことで、和嶋自身は上館が既に鬼籍に入ったと推測している。[要出典]

- 後藤マスヒロ（ごとう ますひろ、1965年8月29日 - ）サポートドラムス（1993年 - 1995年）、第3期ドラムス（1996年 - 2003年）
  - 千葉県出身。本名は後藤升宏。
  - 他の歴任者と比較して手数足数が非常に多く、人間椅子の持つプログレ的感触をたくみに引き出すのみならず、スローなナンバーにおいても不即不離のまま躍動感や細かなニュアンスを付加するなど、音楽性への貢献も大きかった。
  - The ピーズ脱退後、『羅生門』にサポート参加。『頽廃芸術展』から『修羅囃子』まで正式メンバーとして参加し、いくつかのレパートリーの作曲やリードボーカルも取った。その後引き継がれる「ドラムスが歌う」スタイルは『羅生門』収録の楽曲『人間椅子倶楽部』が嚆矢である。
  - 2020年現在は「金属恵比須」のドラマーとして活動中。Damian Hamada's Creaturesに「マスヒロ“バトラー”後藤」として参加。

- 土屋巌（つちや いわお）第2期ドラムス（1995年 - 1996年）
  - 東京都立航空工業高等専門学校に在学中、東京芸術大学の技巧派バンド「メデューサ」に加入、キーボードはピアニストの鬼武みゆき。同時期にJAGATARAなどで活躍した中村貞祐のバンドボーイとなる。ななきさとえ、やKUSU KUSU、吉野大作＆プロスティテュート、高橋ヨーカイ、杉山シンタローなど実力派ミュージシャンと数々の作品を制作[28]、セッションを行った。
  - 独特の味わいが濃く、和太鼓のような溜めを効かせたプレイで参加作品に特に色濃かった「見世物」や「和」の要素を演出した。
  - 『踊る一寸法師』『無限の住人』の2作に参加。『踊る一寸法師』収録曲の『三十歳』では作詞の一部およびリードボーカルの一部も担当している。

## 音楽性とコンセプト
ハードロック・ヘヴィメタルを基調としながらも、ドゥームメタルと類似する点を持ったサウンド、それにのせた津軽弁の歌詞や歌唱法といった独特の特徴がある。鈴木・和嶋両人が熱心なファンだというブラック・サバスを彷彿とさせるハードロックが基調である。技術的には一音半下げのチューニングを多用したヘヴィかつ緻密なリフ、スリーピースのサウンドを埋めるように重くうねるベースライン、1970年代のハードロックバンドを想起させる起伏に富んだ楽曲展開、ハードロックよりもドゥームメタル寄りのミッド・テンポからスロー・テンポの多用などが特徴として挙げられる。また、津軽三味線由来の旋律の応用や和音階を絡めるなど、郷土の青森、ひいては日本の風土からの影響を色濃く受けている。いわば和洋折衷、和魂洋才とも形容できる音楽性とバンドコンセプトである。
また、洋楽を踏襲した本格派の音楽性を意図しているがゆえに、日本の音楽シーンにおいてはその個性が色物のように扱われる結果となったことは、自他共に認めている点である。奇正のギャップ、およびその兼ね合わせとバランスが特徴ともいえる。しかし、近年はサブカルの台頭によって和風ロックバンドが増加し、人間椅子のコンセプトがそれに分類される、もしくは自称していることも多い。
5thアルバムから、楽曲とアートワークがすべてセルフプロデュースによって制作されるようになった。作詞・作曲は主に和嶋と鈴木の2人が中心で、たびたび両者の合作も行われる。和嶋はたゆまず音楽性を変化・進化させること、つまり流動性と進歩性を重視している一方、鈴木は「ヘヴィメタルは変わっちゃいけない」という不変性と保守性を重視している。一見、相反する両者のスタンスだが、この違いが人間椅子の音楽性に好転的な化学反応をもたらしていることは両者も認めているところである。
作曲者以外がボーカルを担当することも多く、和嶋が作詞･作曲した楽曲『孤立無援の思想』や『赤と黒』をナカジマノブが歌っている。また、ドラムスがボーカルを担当するスタイルは、後藤マスヒロがサポート参加していた頃の『人間椅子倶楽部』に端を発している。

### 影響

#### 受けた影響
影響を受けたハードロックでは、楽曲『Breadfan』を和嶋のオリジナル歌詞に差し替えて『針の山』としてカバーしたバッジー、ライブで度々カヴァーを演奏しているレッド・ツェッペリンやレインボーなどがある。プログレッシブ・ロックやサイケデリック・ロックの要素も大きな割合を占め、重鎮であるキング・クリムゾンのような楽曲構成やロバート・フリップ独特のスケール（和嶋が影響と公言）にくわえ、ホークウィンドやアイアン・バタフライなどをはじめとしたサイケの陶酔感やスペース・ロック的な意匠を用いることもある。
先逹のアプローチをオマージュとして取り上げることも多く、ブラック・サバスばりのオーバー・ダブされたギターソロやキング・クリムゾン的なアルペジオも曲中に登場する。オールディーズなロックの様々な要素を独特の解釈でミックスしたものとなっており、いくつものアプローチを使い分け組み合わせてている。
鈴木は自身のルーツについて、「ベースはやっぱ（ブラック・サバスの）ギーザー・バトラーが大きくて、動きは（KISSの）ジーン・シモンズのつもりなんです。」「声を“ウッ”ってやるのもジーンの影響ですね。自分としてはちょっと（シン・リジーの）フィル・リノットも入ってるかなって。」と語っている。

#### 与えた影響
スタジオミュージシャンとして活動してきた野崎森男は、中学3年生時に鈴木のベースサウンドを聴いて衝撃を受け、その音が出したくてベースを始めたと述べている。2014年からたびたび対バンを行なっているバンド八十八ヶ所巡礼でベース・ボーカルを担当するマーガレット廣井は、人間椅子の音楽性に影響を受けていることを公言している。金属恵比須は、「人間椅子になりたい」という夢から結成されたプログレッシブ・ロックバンドであり、2015年には、実際に人間椅子の元ドラマーである後藤マスヒロを正式に加入させた。陰陽座でベース・ボーカルを担当する瞬火は、日本的なロックの先達として人間椅子を挙げている。

### バンド名の由来
江戸川乱歩の短編小説『人間椅子』に由来している。和嶋・鈴木、両者の愛読書であった。ブラック・サバスの暗鬱なイメージを踏襲しつつ、あえてロックバンドの主流ともいえる外来語は避け、歌詞の世界観にふさわしい日本語、という条件の下選ばれた。
結成当初は、特撮番組レインボーマンの敵組織「死ね死ね団」を由来とした「死ね死ね団」というバンド名であったが、「大日本帝国初代新所沢愚連隊死ね死ね団」というバンドが存在していることを知り、すぐさま「人間椅子」へと改名する。
なお他のバンド名候補として、同じく江戸川乱歩の小説『二銭銅貨』『心理試験』『ペテン師と空気男』『鏡地獄』があった。

### 歌詞
大別して和嶋作か鈴木作かによるが、共通するのは津軽弁などによって醸しだされる土着性、グロテスクな表現、とぼけたユーモア、宇宙や地獄などの非日常的なテーマという点が挙げられる。アルバムのタイトルにもなっているように「怪談・死・エロス」に関連した楽曲も多く、これらは和嶋と鈴木が幼いころより触れていた弘前ねぷた祭りの絵と同様のテーマである。
世界観は総じて日本的だが、宗教、歴史、恐怖、オカルトなどのアンダーグラウンドな題材という点では、むしろ海外のハードロック・ヘヴィメタルのスタイルを踏襲しているといえる。そのため極めて日本的なテーマを扱いながらも、ラブソングが主流の日本の音楽シーンにおいては、極めて特異な個性をもつバンドとして知られるというパラドックスが起きる結果となった。
音楽性やサウンドについては長期間活動しているバンドのなかでも稀有な一貫性を保っているが、和嶋も述べているように、2011年の東日本大震災、2013年のオズフェスト出演をきっかけとして、歌詞においては変化がみられるようになった。それまでは退廃的かつ堕落的な題材を歌詞にすることによって、逆説的にカタルシスを与えることを意図した楽曲が多かった。しかし近年では、従来のダークな世界観はそのまま踏襲しつつ、歌詞を達観的かつ高踏的な切り口にシフトすることにより、聴く者が直接的に昇華と悟りを得られることを目指した楽曲が増加した。
また、上館とナカジマは作詞経験がないが、土屋は『三十歳』で歌詞の一部を、後藤は『不眠症ブルース』を担当した。
和嶋
文体は文学的なものが多く、そのほとんどが明治期から大正期を中心とした日本文学に傾倒したものである。私小説や無頼派、探偵小説などに造詣が深い。その趣味の主な対象、しかもタイトル・歌詞に取り上げられたことのある作家は、谷崎潤一郎や芥川龍之介、太宰治、坂口安吾、稲垣足穂、横溝正史、小栗虫太郎、果ては国外のフリードリヒ・ニーチェやフリードリヒ・ヘルダーリン、ハワード・フィリップス・ラヴクラフトなど多岐に渡る。わけても江戸川乱歩に対する敬意には並々ならぬものがあり、人間椅子の多くの作品の題材となっている。
思想においては、大学時代に専攻していた仏教を骨子としながら、叙事詩的なもの、変態性欲的な頽廃美、自虐的な観念世界、土俗的なナンセンス、哲学・ニューエイジ・スピリチュアル・精神世界について取り扱っており、超俗的なものに限定すれば至って幅広い。哲学的には唯物主義を否定しており、特に近年では精神主義や唯心論などの立場から語られることが多い。その表現は概して古色蒼然な文語調で、一聴しただけでは理解しづらいような漢語や、難読な仏教用語も交えて知性と文学性の一翼を担っている。なかでも多用されているのが「虚空」「涅槃」「おためごかし」「たゆたう」などの一般的ではない語彙である。
和嶋の思想の根幹としてはもちろん、仏教は日本的な世界観を担保するための要素の一つだが、海外のハードロック・メタルバンドがキリスト教的な概念を主軸としていることへの対比にもなっている。なかでも『洗礼』や『恐怖の大王』はキリスト教と仏教の概念が融合された楽曲である。
鈴木
和嶋とは対照的に軽妙でストレートなものが多いが、妖怪や霊威などの超常的恐怖、蟲、病魔や汚穢といった不気味なモチーフ、さらに（直接的な性を問わず）淫靡な言葉などが加わって、柔らかくユーモラスなだけにとどまらない独特な言い回しとなっている。特筆すべきは地獄をタイトルに冠した楽曲が多いことで、それらは「地獄シリーズ」と呼ばれている。鈴木によれば「キリスト教のHELLが解らないから、仏教の地獄を歌っている」のだとか。その他には「一日一度は台に座らないと気がすまない」と公言するパチンコなどのギャンブル趣味、ナンセンスなブラックジョーク（和嶋いわく「プラクティカル・ジョーク」）をテーマとすることも。また和嶋とは対照的なのが、歌詞の切り口には変遷が見られないことである。

### ヴィジュアル
なかでも特筆すべきは、おおよそロックバンドらしからぬ奇をてらった衣装・メイクなどのヴィジュアルである。現在はメンバー全員が和装で統一している。デビュー以来、多様な衣装を着用して紆余曲折を経たが、現在まで共通しているのは非日常的な装束であることが多いという点である。なおメンバー全員がステージ衣装の下にふんどしを着用していおり、このことからベストフンドシストアワード2013を受賞している。
鈴木
デビュー時はねずみ男のような衣装がトレードマークであったが、強烈な印象に反して着用していたのはごく短期間である。ジェネシス時代のピーター・ガブリエルを意識しており、使い古して灰色になった鈴木の布団の敷布で作ったのだとか。
1990年の『人間失格』を発売した頃から顔を白塗りメイクにするが、それが現在までの彼の一貫したヴィジュアルとなった。それ以降は、短髪から徐々に伸びていった長髪を振り乱すパフォーマンス、多様ながらも和服をメインとした衣装が定着していた。しかし、2006年の『品川心中』のPVから坊主頭（スキンヘッド）になり、白塗りに加え法衣に身を包むという、怪僧のようなスタイルが通常となった。
法衣は、白衣の上にシースルーの黒い布袍（ふほう）を着用。裸足もしくは草履、下着は白の褌を着用し、全身を僧侶の装いで揃えている。また白塗りといっても単調なものではなく、頬や鼻筋は灰色、目元と唇は黒色という不健康さを醸し出した独特のメイクアップとなっている。
和嶋
デビュー時は作務衣や洋装など、様々なスタイルをとっていた。2001年の『見知らぬ世界』のPVでは、ウンモ星人を意識した銀色の全身タイツで出演した。2006年の『品川心中』のPVに着物で出演してからは和装が定着し、現在は浴衣に袴、丸眼鏡、草履といった明治・大正期の文豪を思わせるスタイルで統一している。
着物は数種類あり、ライブ毎に異なっている。和嶋工務店など、ほかのバンドやユニットでステージに立つ際は基本的にこの衣装を着ることはない。1990年代中盤から現在までヒゲを蓄えている。デビュー時から髪を伸ばし、しばらくはウェーブのかかった長髪が定着していたが、2000年の『怪人二十面相』の頃から散切りの短髪となった。2012年頃からは再び髪を伸ばし、長髪のオールバックを経て、現在は総髪（ポニーテール）に至った。これらの和服に白髭と長い白髪という風貌が、たびたび「仙人」と形容される所以となっている。
形態に変化はあるが、一貫して眼鏡を着用している。また、インタビュー時などはライブやPVなどの表舞台とは異なる形態の眼鏡をかけていることが多い。
ライブでのアンコール時に必ず、イカ天出演時にも着用していた手作りのもんぺを衣装としている。これは中学2年生の時に母親に縫って貰ったものである。
ナカジマ
加入時から鯉口シャツ（手ぬぐいを素材としたオーダーメイドが中心）に色眼鏡、リーゼントという江戸っ子もしくは任侠のようなスタイルが基本である。PVやアー写などによっては着流しの場合もある。

### ライブパフォーマンス
ライブでは、開場から開演までの間、メンバーが選曲した他のバンドの曲などが流れる。開演時には自作のSE（2011年頃までは和嶋が10代の頃に作ったSE、2018年頃まで「此岸御詠歌」というオリジナル曲（『萬燈籠』収録）、2019年からは「新青年まえがき」（『新青年』収録））が流され、舞台下手からメンバーが登場する。
現在のライブでの使用楽器は、和嶋はギブソンSGや自身のシグネイチャーモデル「冥王～Pluto」をメインに使用。自作のエフェクターを多用する。友人に作成してもらったオリジナルの琵琶ギター、楽曲によってはギブソン・EDS-1275やテルミンを使用することもある。またボウイング奏法を試みるため、弓 を使うこともある。
鈴木はB.C.リッチ イーグルを使用しており、デビュー当時使用していたリッケンバッカーは、2010年頃一時使用していたがその後見かけなくなった。その後、自身の老化を考慮してフェンダー・プレシジョンベースを導入している。
MCは基本的に、和嶋と鈴木がチューニングをしながら会話し、そこに時折ナカジマが加わるスタイルで行われる。会話の流れやふと弾いたリフから、彼らの愛好するハードロック等のカヴァーになだれ込むこともまれにある。MCの内容は、鈴木による「こんばんは人間椅子です」の言葉に始まり、雨の中（または平日に）来場したファンへの気遣いの言葉（主に鈴木による）、和嶋と鈴木の褒め合い、弘前ねぷた事情、和嶋のオカルト体験談、鈴木の体重についての話、ナカジマの趣味であるダム巡り等、多岐に渡る。
ナカジマはMCで「イエーイ!」を連発、大きな声を活かしてマイク無しでMCを行ったり、半裸で演奏を行うなどのステージングをこなす。ちなみに、バスドラのフロントに書かれた絵や文字はナカジマ自身の手によるもの。
鈴木は1回のライブ中に数回ピック（黒のオムスビ形で、人間椅子ロゴと鬼火が描かれているものなどを使用）を客席に投げるが、和嶋（グレコのオムスビ形、白地に黒字で人間椅子のロゴ入り）は基本的に投げず、アンコール後退場する際に、近くにいるファンにそっと手渡されることが多い。ナカジマもまれにドラムスティックを客席に投げ入れることがある。
アンコールでは、メンバーがツアーTシャツを着て現れることが多い。頭に人間椅子手ぬぐいを巻いていることも。特筆すべきは鈴木の演出だが、その模様はライブDVD『疾風怒濤』にも収録されている。メンバー同士で楽器パートの交換をして演奏することもある。
ライブの物販では、Tシャツの他、手ぬぐい、お札、CD（購入するとサイン色紙がもらえることも）などが販売されている。

### 独自の音楽性を追求
ファーストアルバムの発売後はバンドブームが衰退の一途を辿り、人間椅子のセールスも低迷しはじめていたため、レコード会社からはボーカルを加入させることや売れ線の曲を作ることを提案されたが、和嶋と鈴木はそれを拒否した。
1993年、4thアルバムの『羅生門』の発売後は、メルダックとの契約が切れてインディーズレーベルに移籍し、それと同時に和嶋と鈴木はバンドとアルバイト生活を両立させる決意をする。和嶋は弁当のバイク配達、パソコンの回収と納品、ライブハウスの手伝い、流通センターでの肉体労働などを経て、2009年までの16年間アルバイトをしていた。鈴木に至っては、郵便局の配達員として2016年までの23年間アルバイト生活を続けていた。
バンドとアルバイトの二重生活を強いられてはいたが、人間椅子は一度たりとも活動を休止したことはなかった。それに加え毎年のようにアルバムも制作していることから、ただ長期に渡って活動しているという点だけではなく、商業性を否定してでも独自の音楽性を追求し続けたことが、バンドの大きな特徴であるともいえる。
また、2010年代に至ってセールスやライブ動員が向上し、2017年に発売された20thアルバム『異次元からの咆哮』がオリコンチャート18位にランクインというバンド史上最高の順位となり、バンド生活が25周年を越えてから「絶頂期」と称されていることも含め、人間椅子の特殊性が音楽性のみならず、その活動自体にあることも評価対象の一つとなっている。

## エピソード
- イカ天出演時、審査員たちが人間椅子の音楽に対して「文芸ロック」という呼び名をつけたため、以後高評価を受けたバンドに審査員から「○○ロック」と肩書きを与えることが慣例となってしまった。これは審査員側、バンド側の双方にとって大変迷惑なことであったという。ちなみにチャレンジャーにはJITTERIN'JINNが選ばれている。
- バンド名の候補にもなった江戸川乱歩の小説『ペテン師と空気男』は、ベストアルバムの題名となった。当アルバムのライナーノーツにおいて和嶋は、鈴木を「ペテン師」、自らを「空気男」であると位置づけている。
- 1990年当時、笑っていいとものテレフォンショッキングに出演したCharが、「最近のお気に入りバンド」として人間椅子を紹介し、1stアルバムのCDをタモリにプレゼントした。
- オリジナルメンバーである和嶋と鈴木は、中学時代からの付き合いであり、一度も喧嘩をしたことがないというほど仲が良い[49]。ライブMCでも、双方による褒め合いや励まし合いが多いことで知られ、鈴木は和嶋以外とバンドを組むつもりはないという[50]。しかし一方、両者の親密な関係による会話の傍で、歴代のドラマーが置き去りになることも多かったらしい[51]。現在のドラマーであるナカジマは、そんな和嶋と鈴木の蜜月によって培われたグルーヴに感銘を受け、人間椅子への加入を決めた[8]。
- 仏教的な曲が多いことから、一部のファンが「檀家」（だんか：寺に属し、寺を支援する家）を自称している[52]。
- 同じくプログレッシブ・ロックバンド「マンドレイク」の元リーダーであった平沢進が時折ライブを観に来ている[53]。
- 和嶋はライブのMCではたびたび心霊、UFO、陰謀論をはじめとしたオカルトにまつわる体験談や思想を披露するが、和嶋の話に熱が入り始めたところで鈴木が根本的なツッコミを入れて笑いを誘うのが定番となっている。

## 作品

### アルバム

#### オリジナル・アルバム
| #    | 発売日         | タイトル              | 読み                         | ギター   | ベース   | ドラムス     | 備考                               | JP    |
| ---- | -------------- | --------------------- | ---------------------------- | -------- | -------- | ------------ | ---------------------------------- | ----- |
| -    | 1989年11月10日 | 人間椅子              | にんげんいす                 | 和嶋慎治 | 鈴木研一 | 上館徳芳     | インディーズ盤。                   | 圏外  |
| 1st  | 1990年7月21日  | 人間失格              | にんげんしっかく             | 和嶋慎治 | 鈴木研一 | 上館徳芳     | CD版以外にカセットテープ版がある。 | 31位  |
| 2nd  | 1991年3月13日  | 桜の森の満開の下      | さくらのもりのまんかいのした | 和嶋慎治 | 鈴木研一 | 上館徳芳     | CD版以外にカセットテープ版がある。 | 57位  |
| 3rd  | 1992年6月21日  | 黄金の夜明け          | おうごんのよあけ             | 和嶋慎治 | 鈴木研一 | 上館徳芳     |                                    |       |
| 4th  | 1993年10月21日 | 羅生門                | らしょうもん                 | 和嶋慎治 | 鈴木研一 | 後藤マスヒロ |                                    |       |
| 5th  | 1995年12月10日 | 踊る一寸法師          | おどるいっすんぼうし         | 和嶋慎治 | 鈴木研一 | 土屋巌       | フライハイトより発売。             |       |
| 6th  | 1996年9月20日  | 無限の住人            | むげんのじゅうにん           | 和嶋慎治 | 鈴木研一 | 土屋巌       | ポニーキャニオンより発売。         |       |
| 7th  | 1998年2月21日  | 頽廃芸術展            | たいはいげいじゅつてん       | 和嶋慎治 | 鈴木研一 | 後藤マスヒロ |                                    |       |
| 8th  | 1999年3月25日  | 二十世紀葬送曲        | にじゅっせいきそうそうきょく | 和嶋慎治 | 鈴木研一 | 後藤マスヒロ |                                    |       |
| 9th  | 2000年6月21日  | 怪人二十面相          | かいじんにじゅうめんそう     | 和嶋慎治 | 鈴木研一 | 後藤マスヒロ |                                    |       |
| 10th | 2001年9月21日  | 見知らぬ世界          | みしらぬせかい               | 和嶋慎治 | 鈴木研一 | 後藤マスヒロ |                                    |       |
| 11th | 2003年1月22日  | 修羅囃子              | しゅらばやし                 | 和嶋慎治 | 鈴木研一 | 後藤マスヒロ |                                    | 140位 |
| 12th | 2004年9月29日  | 三悪道中膝栗毛        | さんあくどうちゅうひざくりげ | 和嶋慎治 | 鈴木研一 | ナカジマノブ |                                    | 206位 |
| 13th | 2006年2月22日  | 瘋痴狂                | ふーちーくー                 | 和嶋慎治 | 鈴木研一 | ナカジマノブ |                                    | 244位 |
| 14th | 2007年8月8日   | 真夏の夜の夢          | まなつのよるのゆめ           | 和嶋慎治 | 鈴木研一 | ナカジマノブ |                                    | 178位 |
| 15th | 2009年11月4日  | 未来浪漫派            | みらいろまんは               | 和嶋慎治 | 鈴木研一 | ナカジマノブ |                                    | 96位  |
| 16th | 2011年8月3日   | 此岸礼讃              | しがんらいさん               | 和嶋慎治 | 鈴木研一 | ナカジマノブ | ベスト盤を含めて通算20枚目。       | 59位  |
| 17th | 2013年8月7日   | 萬燈籠                | まんどろ                     | 和嶋慎治 | 鈴木研一 | ナカジマノブ |                                    | 35位  |
| 18th | 2014年6月25日  | 無頼豊饒              | ぶらいほうじょう             | 和嶋慎治 | 鈴木研一 | ナカジマノブ | 通常盤：CDのみ 初回限定盤：CD+DVD  | 27位  |
| 19th | 2016年2月3日   | 怪談 そして死とエロス | かいだん そしてしとエロス    | 和嶋慎治 | 鈴木研一 | ナカジマノブ | 通常盤：CDのみ 初回限定盤：CD+DVD  | 22位  |
| 20th | 2017年10月4日  | 異次元からの咆哮      | いじげんからのほうこう       | 和嶋慎治 | 鈴木研一 | ナカジマノブ | 通常盤：CDのみ 初回限定盤：CD+DVD  | 18位  |
| 21st | 2019年6月5日   | 新青年                | しんせいねん                 | 和嶋慎治 | 鈴木研一 | ナカジマノブ | 通常盤：CDのみ 初回限定盤：CD+DVD  | 14位  |
| 22nd | 2021年8月4日   | 苦楽                  | くらく                       | 和嶋慎治 | 鈴木研一 | ナカジマノブ |                                    | 20位  |
| 23rd | 2023年9月6日   | 色即是空              | しきそくぜくう               | 和嶋慎治 | 鈴木研一 | ナカジマノブ | 通常盤：CDのみ 初回限定盤：CD+DVD  | TBA   |

#### ベスト・アルバム
| #   | 発売日         | タイトル                               | ギター   | ベース   | ドラムス                                  | 備考 |
| --- | -------------- | -------------------------------------- | -------- | -------- | ----------------------------------------- | --- |
| 1st | 1994年9月21日  | ペテン師と空気男〜人間椅子傑作選〜     | 和嶋慎治 | 鈴木研一 | 上館徳芳 後藤マスヒロ                     | |
| 2nd | 2002年8月21日  | 押絵と旅する男〜人間椅子傑作選 第2集〜 | 和嶋慎治 | 鈴木研一 | 土屋巌 後藤マスヒロ                       | |
| 3rd | 2009年1月21日  | 人間椅子傑作選 二十周年記念ベスト盤    | 和嶋慎治 | 鈴木研一 | 上館徳芳 後藤マスヒロ 土屋厳 ナカジマノブ | |
| 4th | 2014年12月3日  | 現世は夢 〜25周年記念ベストアルバム〜  | 和嶋慎治 | 鈴木研一 | 上館徳芳 後藤マスヒロ 土屋厳 ナカジマノブ | |
| 5th | 2019年12月11日 | 人間椅子名作選 三十周年記念ベスト      | 和嶋慎治 | 鈴木研一 | 上館徳芳 後藤マスヒロ 土屋厳 ナカジマノブ | 新曲「愛のニルヴァーナ」「悪夢の序章」、アルバム初収録曲「命売ります」を収録。全収録曲の英訳詞をブックレットに掲載。 |

#### ライブ・アルバム
| #   | 発売日        | タイトル                          | ギター   | ベース   | ドラムス     | 備考 |
| --- | ------------- | --------------------------------- | -------- | -------- | ------------ | ---- |
| 1st | 2010年12月1日 | 疾風怒濤〜人間椅子ライブ!ライブ!! | 和嶋慎治 | 鈴木研一 | ナカジマノブ |      |
| 2nd | 2017年2月1日  | 威風堂々〜人間椅子ライブ!!        | 和嶋慎治 | 鈴木研一 | ナカジマノブ |      |

#### 参加アルバム
| 発売日         | タイトル・収録曲 | アーティスト                                           | 備考 |
| -------------- | --- | ------------------------------------------------------ | --- |
| 1989年         | IKA-NIGHT TEN-NIGHT LIVE AT MZA 4. 人間失格                                                                                           | オムニバス                                             | 「イカすバンド天国」のアルバム。 |
| 1991年         | Meldac ROCK FAIR '90-'91 りんごの泪 針の山                                                                                            | オムニバス                                             | メルダック所属アーティストの販促CD。 |
| 1999年4月21日  | MiYOU 9. 遺言 10. 天国なんか（Album version） 11. ロンリネス（Live）                                                                  | 池田貴族                                               | みうらじゅんがプロデュース。 9： 和嶋がギターを演奏。 10：和嶋と鈴木がコーラスを担当。 11：和嶋が「シーモンキーズ」としてギターを演奏。 |
| 1992年1月21日  | 戀～いとしい、いとしいと言う心 11. 天国に結ぶ恋                                                                                       | オムニバス                                             | 演奏は『人間失格』収録のものと同様。 |
| 1995年3月8日   | ONLY YOU 3. もうがまんできない 9. メシ喰うな 10. 屋根の上の猫                                                                         | 大槻ケンヂ                                             | 3：大合唱に参加。 9：編曲・演奏を担当。 10：後藤マスヒロがドラムを担当。                                                                |
| 1998年4月22日  | スケキヨ 3. 君は千手観音 | UNDERGROUND SEARCHLIE （大槻ケンヂのソロプロジェクト） | 「大日本仏像連合」としての楽曲。 作曲・編曲・演奏。                                                                                     |
| 1998年6月21日  | いか天 ザ・50 vol.3 2. りんごの泪 | オムニバス                                             | イカ天のアルバム。 |
| 1999年12月25日 | 青春ノイローゼ 1974-1999 1. 君は千手観音 5. 微熱が続いた夜 12. とんまつりジャパン 15. アイデン＆ティティ 18. カリフォルニアの青いバカ | みうらじゅん                                           | 1：『スケキヨ』収録と同バージョン。 5：和嶋がギターを演奏。 12：作曲・編曲・演奏。 15：和嶋がギターを演奏。 18：和嶋がギターを演奏。    |
| 2010年2月24日  | THE BLUE HEARTS “25th Anniversary” TRIBUTE 10. 情熱の薔薇                                                                             | オムニバス                                             | 「水戸華之介＆人間椅子」としてのカバー曲が収録。                                                                                        |

### シングル
| #   | 発売日         | タイトル・収録曲                                                                                     | 形態          | 初収録アルバム        | 備考                                                                   |
| --- | -------------- | --- | ------------- | --------------------- | ---------------------------------------------------------------------- |
| 1st | 1991年2月21日  | 夜叉ヶ池 人面瘡                                                                                      | 8cmCD         | 桜の森の満開の下      |                                                                        |
| 2nd | 1991年10月23日 | 幸福のねじ 平成朝ぼらけ                                                                              | 8cmCD         | 黄金の夜明け          |                                                                        |
| 3rd | 1993年10月21日 | もっと光を! なまけ者の人生［シングルバージョン］ 大予言［ボーナストラック］ もっと光を！［カラオケ］ | 8cmCD         | 羅生門                |                                                                        |
| 4th | 1996年9月20日  | 刀と鞘 桜下音頭 桜下音頭［カラオケ］                                                                 | 8cmCD         | 無限の住人            |                                                                        |
| -   | 2015年8月28日  | 泥の雨～ニンジャスレイヤーVer.                                                                       | デジタル配信  | 怪談 そして死とエロス | アニメ『ニンジャスレイヤー』20話エンディング曲。初のアニメタイアップ。 |
| -   | 2015年5月13日  | 地獄のアロハ                                                                                         | CD/DVD        |                       | 「筋肉少女帯人間椅子」としてのコラボシングル、DVD付。                  |
| 5th | 2015年12月2日  | 泥の雨                                                                                               | 配信限定      | 怪談 そして死とエロス |                                                                        |
| 6th | 2016年11月23日 | 針の山 りんごの泪                                                                                    | アナログ7inch | 人間失格              | リマスター音源使用。非売品のプロモーションシングル（カセット）も付録。 |
| 7th | 2018年3月1日   | 命売ります                                                                                           | 配信限定      |                       | ドラマ『連続ドラマJ 三島由紀夫「命売ります」』主題歌                   |
| 8th | 2020年7月8日   | 無限の住人 武闘編 無限の住人 武闘編(TV版)                                                            | 配信限定      |                       | アニメ『無限の住人-IMMORTAL-』第2クールオープニング曲。                |

#### ビデオ・シングル
| # | 発売日        | タイトル・収録曲 | 形態 | 備考                                                   |
| - | ------------- | ---------------- | ---- | ------------------------------------------------------ |
| - | 2000年9月25日 | とんまつりJAPAN  | VHS  | 「みうらじゅん with 人間椅子」としてのコラボシングル。 |

### タイアップ
- 「芋虫」 - 18禁アドベンチャーゲーム「鬼作」エンディング（2001年3月30日発売）
- 「泥の雨～ニンジャスレイヤーVer.」 - アニメ「ニンジャスレイヤー」20話エンディング曲
- 「命売ります」 - BSジャパン 連続ドラマ「命売ります」主題歌（2018年1月13日放送開始）
- 「無限の住人 武闘編」 - アニメ「無限の住人」主題歌（2019年放送開始）

### 劇伴

#### テレビドラマ
- JKは雪女（2015年9月28日 - 10月19日放送） - 書き下ろしのBGMのみならず、既存の楽曲の新録およびアレンジが使用されることも[49][注 12]。また第2話から最終話まで、劇中に人間椅子のヴィジュアルをそのまま模した3人の妖怪が登場している（和嶋似の妖怪役：白畑真逸、鈴木似の妖怪役：山崎崇史、ナカジマ似の妖怪役：いずみ尚）。

### 未発表曲
主に高校時代。後に青森県ローカルのテレビ番組「人間椅子倶楽部」にて披露された。
- 御伽姫 - 和嶋作曲。鈴木をして「進む道を誤ったかもしれない」と言わしめた佳曲で、フォーク調のラブソング。
- デーモン - 鈴木作曲。倫理教師だった友人の父の蔵書から歌詞を引用。後の『りんごの泪』と『マンドラゴラの花』のリフに発展したという。
- 赤い月 - 和嶋作曲。現在の人間椅子の楽曲の片鱗を覗かせる楽曲。現在でも和嶋が所有している作曲ノートに記録されている。
- その他には『わたしのややこ』『Big Fat Mama』『造反有理』『夏の墓場』『猿面冠者』『反剋の使徒』『薬の唄』『Dr. Crippen』『（仮）男はつらいよ』『充血』『包帯の女』『マッチ売りの少女』『青森640のテーマ』『追跡と脱走のサンバ』『メンバー紹介唄』『セピア色の思い出』『夢女』『14歳』『僕はチキン』『美・美・美・美・美・美・美・美佐子』『死ね死ね団のテーマ』『ワイルド娘』『君忘れじの田舎館村』『阿Ｑ正伝』など。

### 映像作品

#### オリジナル
| 発売日        | タイトル・収録内容 | 形態        | 備考                                                                |
| ------------- | --- | ----------- | ------------------------------------------------------------------- |
| 1991年8月21日 | 遺言状放送 LIVE映像（渋谷公会堂、1991年4月21日） ―イントロダクション― 1. 天国に結ぶ恋 2. 遺言状放送 ―インターミッション― 3. あやかしの鼓 4. 神経症 I LOVE YOU 5. Rock and Roll 6. ヘヴィ・メタルの逆襲 7. 21世紀の精神異常者 プロモーションビデオ りんごの泪 夜叉ヶ池 ―エンディング― 特別付録 大世紀末予言 - 無責任編集：人間椅子。 | VHS         | 5： レッド・ツェッペリンのカバー。 7： キング・クリムゾンのカバー。 |
| 2000年7月7日  | 怪人二十面相 怪人二十面相［PV］ PVメイキング映像 アルバム『怪人二十面相』15秒CM アルバム『怪人二十面相』30秒CM | VHS         |                                                                     |
| 2002年1月23日 | 見知らぬ世界 プロモーションビデオ 見知らぬ世界 幽霊列車 LIVE映像（青森県田舎館村ライブ「青森ロック大臣」、2000年10月29日） 1. 幸福のねじ 2. りんごの泪 3. 怪人二十面相 4. 亜麻色のスカーフ 5. 屋根裏のねぷた祭り 6. 村の外れでビッグバン 7. どだればち 8. 莫迦酔狂ひ 9. 地獄 10. 地獄風景 おまけ 都会の童話 | VHS         |                                                                     |
| 2006年2月22日 | 遺言状放送 LIVE映像（渋谷公会堂、1991年4月21日） ―イントロダクション― 1. 天国に結ぶ恋 2. 遺言状放送 ―インターミッション― 3. あやかしの鼓 4. 神経症 I LOVE YOU 5. Rock and Roll 6. ヘヴィ・メタルの逆襲 7. 21世紀の精神異常者 プロモーションビデオ りんごの泪 夜叉ヶ池 ―エンディング― | DVD         | 5： レッド・ツェッペリンのカバー。 7： キング・クリムゾンのカバー。 |
| 2006年2月22日 | 見知らぬ世界 プロモーションビデオ 見知らぬ世界 幽霊列車 LIVE映像（青森県田舎館村ライブ「青森ロック大臣」、2000年10月29日） 1. 幸福のねじ 2. りんごの泪 3. 怪人二十面相 4. 亜麻色のスカーフ 5. 屋根裏のねぷた祭り 6. 村の外れでビッグバン 7. どだればち 8. 莫迦酔狂ひ 9. 地獄 10. 地獄風景 おまけ 都会の童話 東洋の魔女［PV］ 洗礼［PV］ | DVD         |                                                                     |
| 2015年7月1日  | 苦しみも喜びも夢なればこそ「現世は夢～バンド生活二十五年～」渋谷公会堂公演 LIVE映像（渋谷公会堂、2015年1月24日） 1. 宇宙からの色 2. 地獄への招待状 3. 新調きゅらきゅきゅ節 4. ねぷたのもんどり 5. 神経症I love you 6. 桜の森の満開の下 7. 今昔聖 8. 洗礼 9. 悪徳の栄え 10. 冥土喫茶 11. 深淵 12. 蜘蛛の糸 13. 地獄の料理人 14. 迷信 15. 針の山 16. 陰獣 17. 見知らぬ世界 18. なまはげ 特典映像（MV） なまはげ 宇宙からの色                                                         | DVD/Blu-ray |                                                                     |
| 2018年4月4日  | おどろ曼荼羅～ミュージックビデオ集～ 1. りんごの泪（1990年） 2. 夜叉ヶ池（1991年） 3. ギリギリ・ハイウェイ（1995年） 4. ダイナマイト（1995年） 5. 幽霊列車（1999年） 6. 怪人二十面相（2000年） 7. 見知らぬ世界（2001年） 8. 東洋の魔女（2003年） 9. 洗礼（2004年） 10. 品川心中（2006年） 11. 浪漫派宣言（2009年） 12. なまはげ（2014年） 13. 宇宙からの色（2014年） 14. 恐怖の大王（2016年） 15. 虚無の声（2017年） 16. 命売ります（2018年）                                      | DVD/Blu-ray |                                                                     |
| 2021年6月23日 | 映画 人間椅子 バンド生活三十年 Blu-ray：Track-1 ／ DVD：DISC-1 「映画 人間椅子 バンド生活三十年」（監督：岩木勇一郎） Blu-ray：Track-2 ／ DVD：DISC-2 LIVE映像 バンド生活三十年～人間椅子三十周年記念ワンマンツアー 中野サンプラザ 2019年12月13日 1. 宇宙からの色 2. 羅生門 3. 品川心中 4. 芋虫 5. 愛のニルヴァーナ 6. 死神の饗宴 7. 悪夢の序章 8. 命売ります 9. 無情のスキャット 10. 芳一受難 11. 深淵 12. 地獄小僧 13. 陰獣 14. 人面瘡 15. 針の山 16. 雪女 17. 地獄 18. なまはげ | DVD/Blu-ray |                                                                     |

#### 参加作品
| 1990年5月21日  | いか天「完全演奏版」VOL.4 MIDNIGHT BLUES / The Bunny's おどれないPINK / はなわか I Love You / イエローダック SHERRY SHERRY SHERRY / COR-SEZ 君のこと / REBELS STARTING NIGHT / 金斗雲 人間失格 / 人間椅子 FAME FLAME / BROUGE 雨にヌレテモいーや / マサ子さん 耳 / 砂 東京ラッシャイ / セメントミキサーズ                                              | LD/VHS |
| 1990年6月21日  | いか天「完全演奏版」VOL.9 すてきなショートタイム / One Night Stands HIP ME HIPPY / スイマーズ UP AND DOWN / LOVE SICK LOVERS おさるさんだね / イエロー太陽s 車からみてね / マサ子さん クソガキ / BELLETS どしゃぶり / 福田眞純 チンチンガンボ / 宮尾すすむと日本の社長 猟奇が街にやって来る / 人間椅子 心は言葉につつまれて / FLYING KIDS              | LD/VHS |
| 2001年9月21日  | 和風鋼鉄音楽活動絵草紙集 涅槃神楽（オムニバス・ライブビデオ） LIVE映像（渋谷ON AIR WEST、2001年6月16日） 前口上 / 牙 (Gargoyle) 楼の主 (導入部) / 五人一首 経文刻印身体 / 五人一首 百の鬼が夜を行く / 陰陽座 がいながてや / 陰陽座 怪人二十面相 / 人間椅子 黒猫 / 人間椅子 針の山 / 人間椅子 懊悩の獄 / Gargoyle “ぎ” / Gargoyle 曼陀羅の民 / Gargoyle | VHS    |
| 2011年12月14日 | みうらじゅんのマイブームクッキング2 vol.2 「参鶏湯」の回にメンバー全員が登場 | DVD    |

### 書籍
| 発売日         | タイトル                                | 出版                 | 備考 |
| -------------- | --------------------------------------- | -------------------- | --- |
| 1990年3月10日  | イカ天年鑑（平成元年編）                | ワニブックス         | 「イカすバンド天国」の年鑑。人間椅子はカラーで1ページ掲載されている。                                                            |
| 1990年10月10日 | バンド・スコア 人間椅子「人間失格」     | シンコーミュージック | 現在では廃盤。 |
| 1994年2月28日  | 軽薄ピエロ                              | 白泉社               | 萩原玲二の著作。「人間椅子―L.ZEP的ハードロック不完全論」にインタビューが15ページ掲載されている。                                 |
| 1995年2月15日  | 月喰ウ蟲                                | 青林堂               | 大越孝太郎の著作。表題作には鈴木が出演、巻末には和嶋による解説が掲載されている。                                                 |
| 2001年12月25日 | グレイト余生                            | ヌーベルグー         | みうらじゅんの著作。各所に人間椅子についての記述がある。                                                                         |
| 2002年5月10日  | ブリティッシュ・ハード・ロック          | シンコーミュージック | 和嶋と鈴木によるディスクレビューが掲載されている。                                                                               |
| 2002年6月1日   | みうらじゅん全一巻                      | 宣伝会議             | みうらじゅんの著作。各所に人間椅子についての記述がある。                                                                         |
| 2014年12月3日  | バンド・スコア 人間椅子傑作譜面集       | シンコーミュージック | 初期から近年までの全11曲の楽譜が掲載されているメンバー監修のバンドスコア。                                                       |
| 2014年3月28日  | 初級六弦教典〜ロック・ギター道場2014〜  | シンコーミュージック | 和嶋が弾き方を伝授する特集があり、写真入りで解説。付録DVDとも連動している。                                                      |
| 2015年10月26日 | 和嶋慎治 自作エフェクターの書「歪」     | シンコーミュージック | 和嶋の自作エフェクターの解説。プリント基板が付録されている。                                                                     |
| 2017年2月9日   | 屈折くん                                | シンコーミュージック | 和嶋による初の書き下ろし自伝。人間椅子の歴史も述べられている。                                                                   |
| 2019年6月26日  | 椅子の中から 人間椅子30周年記念完全読本 | シンコーミュージック | デビュー30周年を記念し発売されたオフィシャル・ヒストリーブック。バンドヒストリーや秘蔵写真、各メンバーによる特別企画などを収録。 |
| 2019年11月20日 | バンドスコア 人間椅子 裏・傑作譜面集    | シンコーミュージック | メンバー自ら選曲と監修を担当したバンドスコア。「無情のスキャット」「芋虫」「雪女」など全9曲収録。                                |

## ライブ

### 参加イベント
- 2013年

5月12日 - Ozzfest Japan 2013
9月14日 - 青森県野外フェス「夏の魔物」
11月3日 - LIVE DVD 発売記念ツアー「四半世紀中」
- 2015年

9月5日 - 鬱フェス 2015
9月7日 - MERRY 対バンツアー「Grateful Year 2015『NOnsenSe MARkeT 2F』」
10月31日 - HEADBANG HELL ON EARTH Vol.1
11月22日 - Ozzfest Japan 2015
- 2016年

3月25日 - ギターサンダーボルト「忍」
8月6日 - ROCK IN JAPAN FESTIVAL 2016
8月13日 - RISING SUN ROCK FESTIVAL 2016 in EZO
9月16日 - 夏の魔物現象2016
12月4日 - 「馬場の音フェス」～狂宴乱舞～
- 2017年

9月10日 - 夏の魔物2017 in KAWASAKI
11月23日 - LOFT MUSIC&CULTURE FESTIVAL 2017
- 2018年

4月29日 - ARABAKI ROCK FEST.18
9月24日 - DOOM「No/Re:MORSE TOUR 2018」
- 2019年

4月27日 - ARABAKI ROCK FEST.19
6月16日 - やついフェス2019
8月10日 - ROCK IN JAPAN FESTIVAL 2019
8月22日 - 十二代目梅雨将軍2man series「天下の将軍」
9月22日 - 霞ヶ浦KOHANロック2019
9月24日 - LEO今井自主企画ツーマン「大都会ツアー」東京公演
10月9日 - ハードコアチョコレートフェスー殺戮の20周年ー
11月3日 - メトロノーム FEST.2019 白の日-イスワラ-
12月21日 - 共鳴するSG ~フラカンVS人間椅子~
12月30日 - J 2019 放火魔 大暴年会
- 2020年

1月13日 - バックドロップシンデレラ「トントン拍子でウンザウンザを踊るツアー」
6月20日 - やついフェス2020
9月6日 - 「夏の魔物2020 in OSAKA 大阪・味園ユニバース」

## 出演

### テレビ番組
- 第1期 人間椅子倶楽部（1995年7月9日 - 1997年8月17日、毎週日曜 24:30 - 25:00、青森朝日放送）

東京のスタジオに青森のスタッフを呼んで収録していたが、和嶋の一時的な弘前帰郷にしたがって、第71回からライブハウス「亀HOUSE」（現在は閉鎖）にてメンバーを引き連れての収録となった。和嶋、鈴木、土屋、後藤がレギュラー出演。独特のスローペースなゆるさが特徴。内容は主にメンバーによるフリートーク（視聴者からの葉書が読まれることもあった）やロケなど。第100回まで放送。
- 第2期 人間椅子倶楽部（1998年4月5日 - 1999年4月25日、毎週日曜 24:30 - 25:00、青森朝日放送）

弘前のライブハウス「MAG-NET」にて収録。和嶋、鈴木、後藤がレギュラー出演。前半のフリートークに加え、後半はスタジオでのカヴァー楽曲の演奏という構成となった。

第1期、第2期ともに番組提供は「宮園耳鼻科クリニック（弘前市内の耳鼻科。院長はライブハウス「亀HOUSE」のオーナーだった）」、「ふくし耳鼻科（青森市の耳鼻科）」だった。
- 伝説音舗〜うれる堂〜（2000年7月23日、読売テレビ）[59]
- プレミアMelodiX!（2018年3月19日、テレビ東京）[60]
- 音流〜On Ryu〜（2018年4月13日、テレビ東京）[61]
- シャキーン!（2018年10月22日・26日ほか、NHK Eテレ） - 番組内コーナー「サウンドファイターズ」に鈴木が出演、対戦相手は向井秀徳[62]。以後、和嶋vsBAND-MAIDのKANAMIなど複数回出演[63][64][65][66]。
- 関内デビル（2019年5月27日 - 5月31日、テレビ神奈川）[67]
- NHK俳句（2020年1月12日、NHK Eテレ） - 和嶋がゲスト出演[68]。

### ネット番組
- 帰ってきた人間椅子倶楽部（2014年 - 、ニコニコ生放送）

人間椅子倶楽部の復活版。ニコニコ生放送では2017年現在でVol.06まで、その後はYouTubeの自身のチャンネルにてVol.04以降が公開されている。和嶋、鈴木、ナカジマがレギュラー出演。テレビ放送時代と同じく、前半はメンバーのフリートーク、後半は即興演奏という構成のみならず、従来のゆるさと和やかさも健在。

### ラジオ番組
- M2 HOUSE（2003年2月、FM愛知、広島FM）
- 青森ロック大臣（2000年10月 - 2001年、JAIGO WAVE FM、FM豊橋）
- 人間椅子の遺言状放送（1992年3月、FM青森）
- 人間椅子劇場（1989年11月 - 1990年1月、ニッポン放送）

### 映画
- アイデン&ティティ（2003年12月20日公開） - みうらじゅん原作の漫画の映画化。主人公は和嶋がモデル、主人公のバンドは人間椅子がモチーフとなっている[71]。オープニングにコメンテーターとして和嶋が登場し、鈴木、後藤の姿も確認できる。
- 映画 人間椅子 バンド生活三十年（2020年9月25日公開） - 2019年12月13日に中野サンプラザで行われたライブ映像を中心に、リハーサルや楽屋などの舞台裏の様子、さらに2020年2月に行われたヨーロッパツアーの映像も交えたドキュメンタリー作品。

### WEB連載
- 浪漫派宣言 - 和嶋によるコラム。Webロックマガジン BEEAST にて2009年10月15日より2014年12月5日まで連載。
- 本と音楽 - 和嶋によるコラム・ブックレビュー。書評サイト ホンシェルジュ にて2015年7月23日より連載。
- ナザレス通信 - 鈴木によるコラム。BARKSにて2016年4月7日より連載。
- 食道楽の旅イエーイ！ - ナカジマによるコラム。音楽系エンタメサイト「耳マン」にて2016年2月4日より連載。

### 雑誌
- 高円寺フリーペーパーSHOW-OFF - ナカジマによる「エンジーかけこみ寺っ!!」連載あり。 VOL.22、VOL.62ではメンバー全員が表紙に登場した。